# Limeț, Kărdjali
Limeț (în bulgară Лимец) este un sat în comuna Krumovgrad, regiunea Kărdjali,  Bulgaria. 

## Demografie
Componența etnică a satului Limeț
     Bulgari (14,03%)
     Nicio identificare (85,96%)
     Altele (0%)
La recensământul din 2011, populația satului Limeț era de 57 locuitori. Nu există o etnie majoritară, locuitorii fiind  și bulgari (14,03%). Pentru 85,96% din locuitori nu este cunoscută apartenența etnică.